# مونل

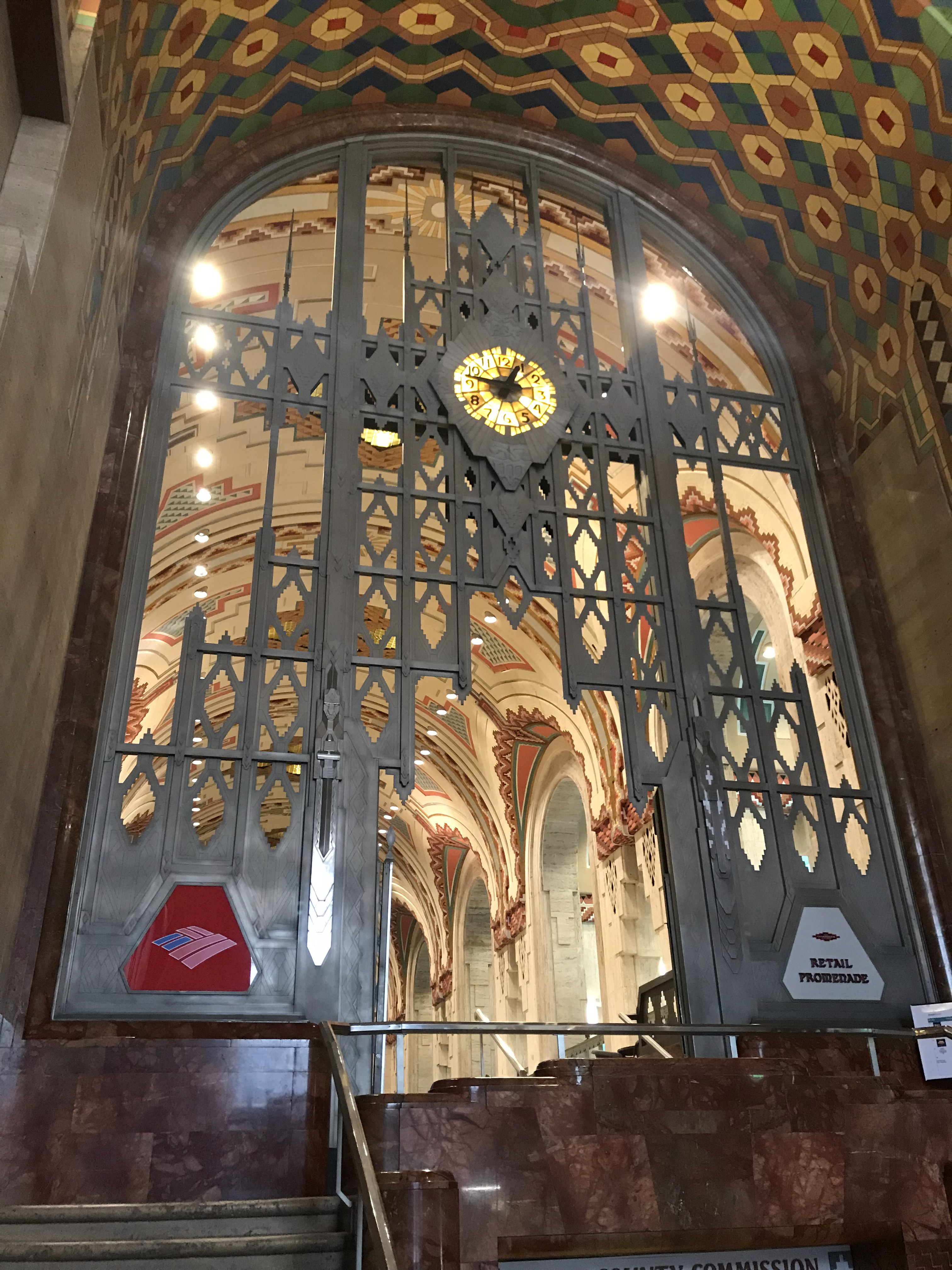
در ورودی ساختمان Guardian که از جنس مونل ساخته شده

مونل‌ها (به انگلیسی: Monel) گروهی از آلیاژهای نیکل‌اند که از دو فلز نیکل و مس تشکیل شده‌اند همچنین مقادیر کمی از آهن، منگنز، کربن و سیلیسیم نیز در آنها یافت می‌شود.
این آلیاژها از نیکل خالص سخت‌تراند و در برابر خوردگی توسط بسیاری عوامل از جمله جریان سریع آب دریا مقاومت نشان می‌دهند. مونل‌ها را می‌توان به راحتی به کمک‌کار سرد، کار گرم، ماشین‌کاری و جوشکاری به شکل مورد نظر درآورد.
مونل اولین بار در سال ۱۹۰۱ توسط رابرت کروکس استنلی؛ که در کارخانه بین‌المللی نیکل (INCO) کار می‌کرد، ایجاد شده‌است.
آلیاژ مونل-۴۰۰ یک آلیاژ دو جزئی نیکل و مس است که به‌طور طبیعی در سنگ معدن نیکل در معادن سودبری (اونتاریو، کانادا) یافت می‌شود. این معادن ۱٫۸۴۹ میلیارد سال پیش در اثر برخورد یک شهاب‌سنگ به قطر ۱۰–۱۵ کیلومتر ایجاد شده‌اند.
مونل در سال ۱۹۰۶ ثبت اختراع شد؛ نام این آلیاژ از نام خانوادگی رئیس شرکت امبروز مونل (به انگلیسی: Ambrose Monell) گرفته شده‌است. در آن دوره زمانی استفاده از نام خانوادگی اشخاص جهت نامگذاری علامت تجاری مجاز نبوده به همین جهت یکی از دو L از انتهای نام خانوادگی حذف شده‌است. این نام هم‌اکنون یک علامت تجاری متعلق به شرکت Special Metals است.
این آلیاژ گران‌قیمت است به همین دلیل استفاده از آن تنها محدود به مواردی است که امکان بکارگیری جایگزین‌های ارزان‌تر وجود نداشته باشد، به عنوان مثال استفاده از مونل به جای فولاد کربنی برای لوله‌کشی هزینه‌ای سه برابری در پی خواهد داشت.

## خواص
مونل یک محلول جامد دو جزئی است. با توجه به اینکه نیکل و مس با هر نسبتی در یکدیگر حل می‌شوند مونل یک آلیاژ تک فاز است. در مقایسه با فولاد، ماشین‌کاری مونل بسیار دشوار است زیرا در اثر کار سختی بسیار سریع سخت می‌شود به همین علت ماشین‌کاری باید با سرعت چرخش و نرخ فید کمتری انجام شود.
این آلیاژ در برابر خوردگی و اسیدها مقاوم است و برخی آلیاژهای آن می‌توانند در برابر آتش اکسیژن خالص مقاومت کنند. عموماً از این آلیاژ در شرایط به شدت خورنده استفاده می‌شود. افزودن مقادیر کمی از آلومینیوم و تیتانیوم منجر به ایجاد مونل 400-K می‌شود که علاوه بر مقاومت به خوردگی ذکر شده دارای استحکام بالاتری است، این استحکام بالاتر به علت استحاله فاز گاما پرایم در فرایند پیرسختی بدست می‌آید. به‌طور معمول مونل از فولاد ضدزنگ بسیار گران‌تر است.
مونل-۴۰۰ دارای وزن مخصوص ۸٫۸۰، دمای ذوب ۱۳۰۰–۱۳۵۰ درجه سانتی‌گراد، رسانایی الکتریکی 34% IACS و سختی ۶۵ راکوول بی در حالت آنیل شده‌است. یکی از ویژگی‌های قابل توجه مونل-۴۰۰ حفظ چقرمگی آن در بازه وسیع دمایی است.
مونل-۴۰۰ دارای خواص مکانیکی عالی در دمای زیر صفر است. با کاهش دما استحکام و سختی این آلیاژ افزایش پیدا کرده شکل‌پذیری آن دچار اختلال جزئی می‌شود. این آلیاژ حتی در دمای هیدروژن مایع نیز دچار تغییر شکست نرم به ترد نمی‌شود. این ویژگی باعث ایجاد تضادی قابل توجه میان مونل و بسیاری از فلزات فرریتی شده‌است که در دمای پایین با وجود استحکام بالا شکننده‌اند.

## موارد کاربرد

### کاربرد در هوافضا

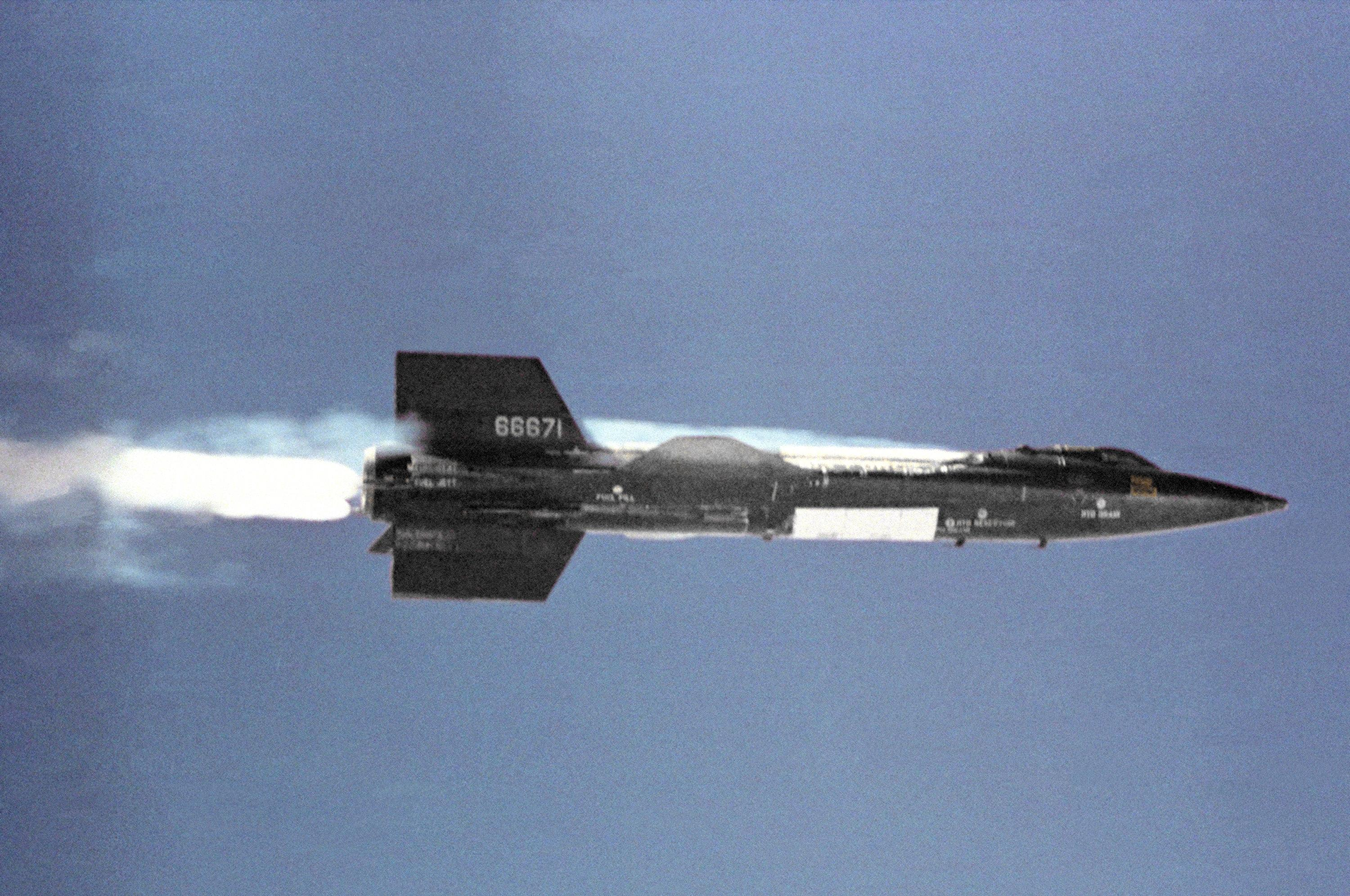
X-15 پس از روشن شدن موتور موشکی

در دهه ۱۹۶۰ آلیاژ مونل کاربرد عمده‌ای در ساخت هواپیما پیدا کرد، این آلیاژ به علت حفظ استحکام در برابر گرمای زیاد تولید شده توسط اصطکاک آیرودینامیکی در هنگام پرواز با سرعت بسیار بالا به‌طور ویژه در ساخت قاب و پوسته هواپیماهای موشکی آزمایشی مانند North American X-15 مورد استفاده قرار می‌گرفت. البته استفاده از مونل برای حفظ شکل آیرودینامیکی منجر به افزایش وزن این هواپیماها شده بود.
در تعمیر و نگهداری هواپیما نیز از مونل برای سیم‌کشی ایمنی چفت و بست‌هایی که در معرض حرارت بالایی قرار دارند استفاده می‌شود، به جهت کاهش هزینه‌ها از سیم‌های فولاد ضدزنگ در نواحی با حرارت کمتر استفاده می‌شود.

### تولید و تصفیه روغن
از مونل در بخش‌های آلکیلاسیون که در تماس مستقیم با اسید هیدروفلوئوریک هستند استفاده می‌شود. مقاومت مونل در برابر غلظت‌های متفاوت هیدروفلوئوریک اسید در دماهای متفاوت فوق‌العاده است و شاید بتوان گفت مونل مقاوم‌ترین آلیاژ در میان آلیاژهای مهندسی است. همچنین این آلیاژ در برابر کاهش به وسیله انواع مختلف اسیدهای سولفوریک و هیدروکلریک مقاومت می‌کند.

### کاربردهای دریایی

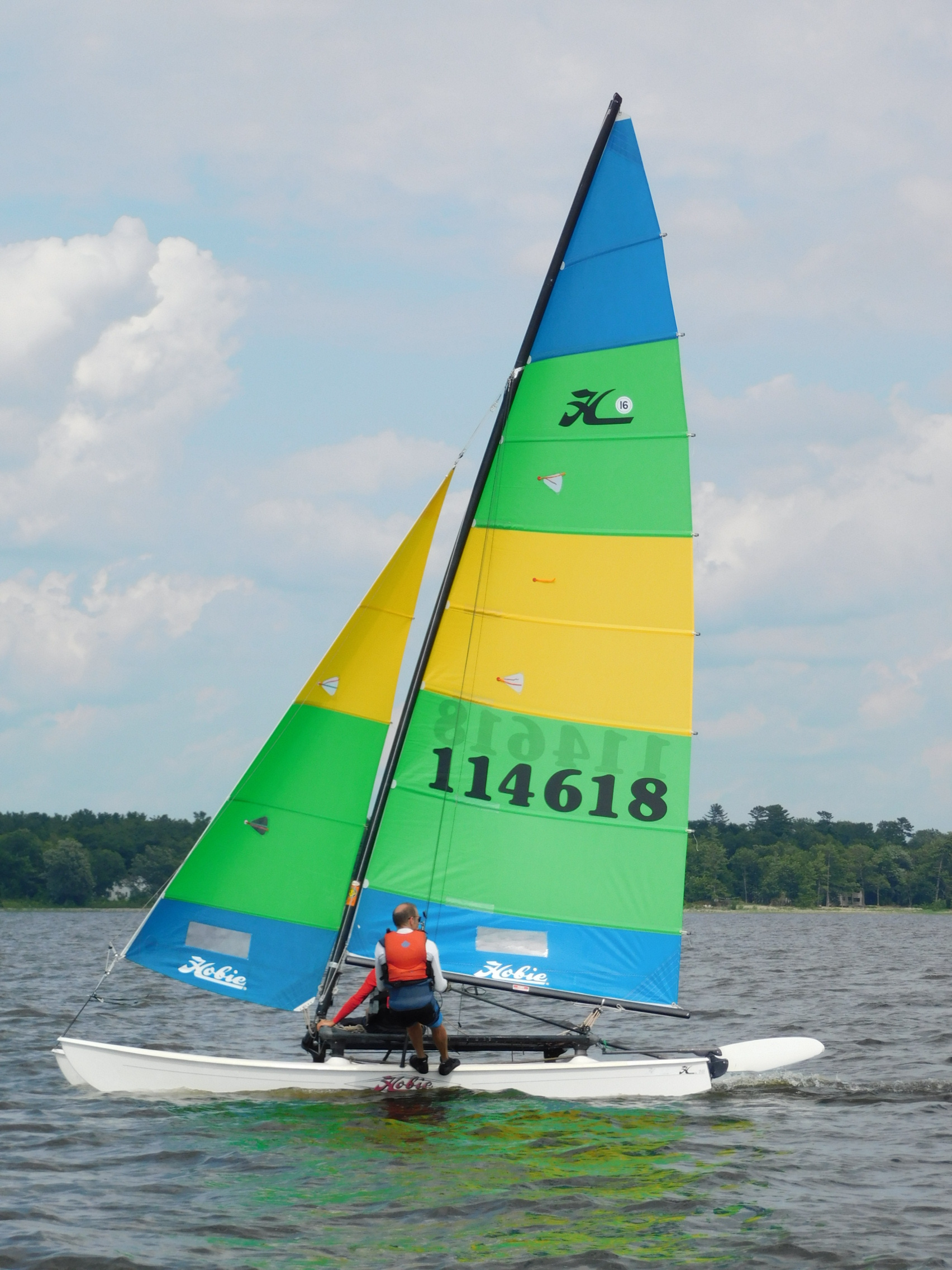
تصویری از هابی ۱۶

مقاومت مونل در برابر خوردگی آن را به گزینه‌ای ایده‌آل برای کاربردهایی مانند سیستم لوله‌کشی، شفت پمپ، دریچه‌های آب دریا، سیم‌های ماهیگیری و سبدهای صافی تبدیل کرده‌است. از برخی آلیاژهای مونل که کاملاً غیر مغناطیسی هستند برای ساخت کابل لنگر مین‌روب‌ها و محفظه نگهداری تجهیزات اندازه‌گیری میدان مغناطیسی استفاده می‌شود. در قایقرانی تفریحی از سیم مونل برای گرفتن قیدهای طناب لنگر استفاده می‌شود. از آلیاژ مونل در کاربردهای زیر دریا و همچنین برای ساخت مخازن آب و سوخت استفاده می‌شود. از این آلیاژ برای ساخت شفت ملخ‌ها و پیج و مهره‌ها نیز استفاده می‌شود.
در قایق‌های معروف هابی‌کت (به انگلیسی: Hobiecat) از پرچ‌های مونل به جای پرچ‌های فولاد ضدزنگ استفاده می‌شود تا از مشکلات خوردگی ناشی از مجاورت آب شور، فولاد و آلومینیوم به کار رفته در دکل، بوم و قاب قایق جلوگیری شود.
به دلیل مشکلات الکترولیتی در آب شور در صورت استفاده از مونل در بدنه کشتی باید فلزات دیگر به خصوص فولاد را در برابر آن به دقت عایق‌بندی کرد؛ نیویورک تایمز در ۱۲ اوت ۱۹۱۵ مقاله‌ای دربارهٔ یک کشتی بادبانی ۲۱۵ فوتی با عنوان «اولین کشتی با بدنه‌ای کاملاً از جنس مونل» منتشر کرد که به دلیل تجزیه کف کشتی و خراب شدن اسکلت فولادی کشتی در اثر فعل و انفعالات الکتریکی با مونل فقط در عرض شش هفته قطعه قطعه شد و صاحبان آن مجبور به اسقاط کشتی شدند.
در برنامه‌های تحقیقاتی انجام گرفته روی پرندگان دریایی از حلقه یا پلاک‌هایی از جنس مونل برای نشانه‌گذاری پرندگانی مانند آلباتروس که در محیط خورنده آب دریا زندگی می‌کنند استفاده می‌شود.

### آلات موسیقی

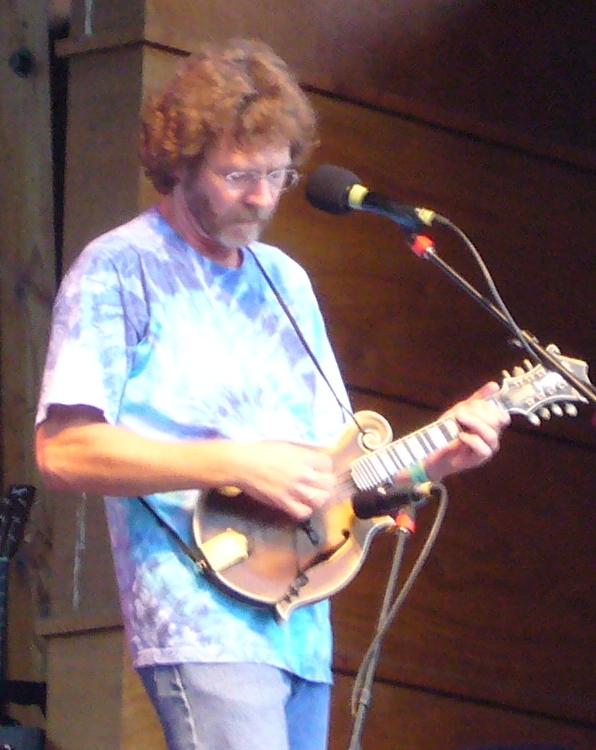
سام بوش در حال نواختن یک گیتار ماندولین شرکت گیبسون که دارای سیم‌هایی از جنس مونل است

از مونل به عنوان ماده سازنده پیستون سوپاپ یا روتور در برخی آلات موسیقی با کیفیت مانند ترومپت، توبا و کر استفاده می‌شود.
در سال ۱۹۶۲ شرکت روتوساند (به انگلیسی: Rotosound) از مونل برای ساخت تارهای گیتار بیس الکتریکی استفاده کرد و این گیتارها توسط هنرمندان متعددی مانند استیو هریس (به انگلیسی: Steve Harris)، آیرن میدن (به انگلیسی: Iron Maiden)، دِ هو (به انگلیسی: The Who)، استینگ (به انگلیسی: Sting)، جان دیکن (به انگلیسی: John Deacon)، جان پاول جونز (به انگلیسی: John Paul Jones) و کریس اسکوایر (به انگلیسی: Chris Squire) به کار گرفته شده‌است.
مونل از اویل دهه ۱۹۳۰ توسط دیگر سازندگان تارهای موسیقی نیز مورد استفاده قرار می‌گرفت. به عنوان مثال شرکت گیتار گیبسون (به انگلیسی: Gibson Guitar Corporation) که ساز ماندولین (به انگلیسی: Mandolin) خود را با امضای سام بوش به فروش می‌رساند یا به عنوان نمونه‌ای دیگر شرکت سی.اف. مارتین (به انگلیسی: C.F. Martin) که از مونل در ساخت رشته‌های گیتار آکوستیک مارتین رترو (به انگلیسی: Martin Retro) استفاده کرده‌است، شرکت پیرامید (به انگلیسی: Pyramid) نیز تارهایی با نام «مونل کلاسیک» برای گیتارهای الکتریکی تولید می‌کند که روی یک هسته گرد پیچیده می‌شوند.
در سال ۲۰۱۷ شرکت D’Addario از ویولنی رونمایی کرد که از سیم‌پیچ‌های مونل برای ساخت تارهای D و G آن استفاده شده بود.

### دیگر استفاده‌ها

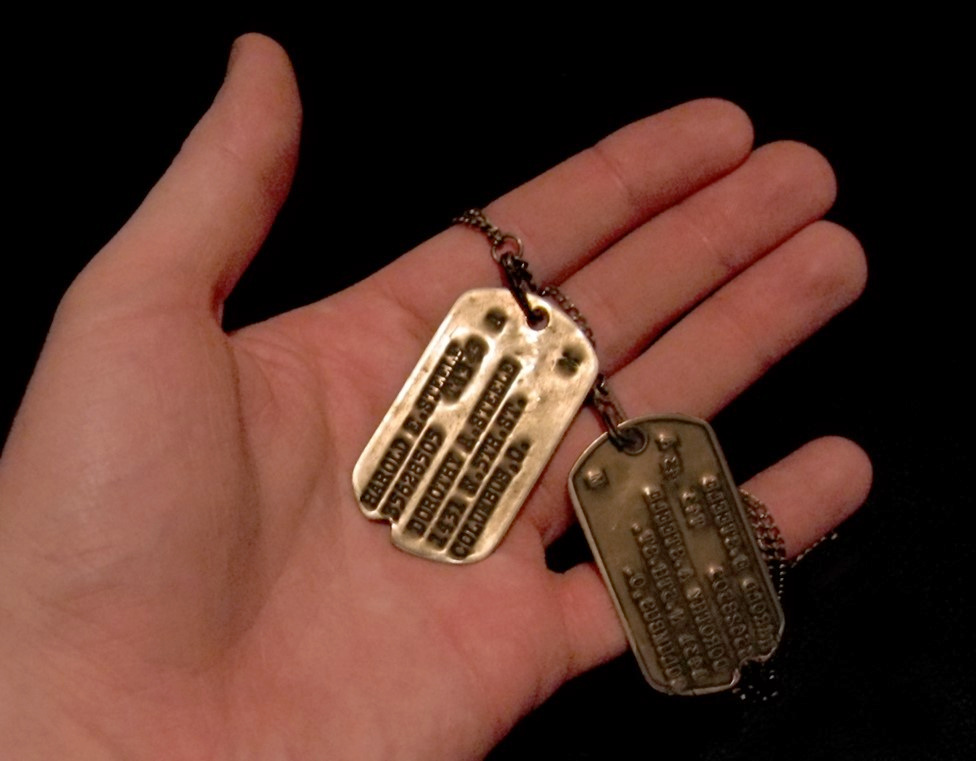
تصویر یک پلاک شناسایی از جنس مونل

مقاومت خوب مونل در برابر خوردگی توسط اسیدها و اکسیژن آن را به ماده‌ای مناسب برای صنایع شیمیایی تبدیل کرده‌است. این آلیاژ توانایی مقاومت در برابر فلورایدهای خورنده را نیز دارد به همین دلیل به شکل گسترده برای غنی سازی اورانیوم در کارخانه Oak Ridge مورد استفاده قرار گرفت. در این کارخانه بیشتر لوله‌های قطور که برای انتقال هگزافلوراید اورانیوم مورد استفاده قرار می‌گیرند از مونل ساخته شده‌اند. مثالی دیگر از کاربردهای مونل در صنایع شیمیایی ساخت رگولاتور برای محفظه گازهای واکنش‌پذیر مانند هیدروژن کلرید است، از این رگولاتور در مواردی استفاده می‌شود که نیاز به فشار انتقال بالایی داریم که در این صورت استفاده از تفلون (یا همان PTFE) امکان‌پذیر نمی‌باشد. بعضی از اوقات برای محافظت بیشتر از رگولاتور آن را با استفاده از گاز خشک بی‌اثر که به وسیله یک مانیفولد از جنس مونل تأمین می‌شود شستشو می‌دهند.

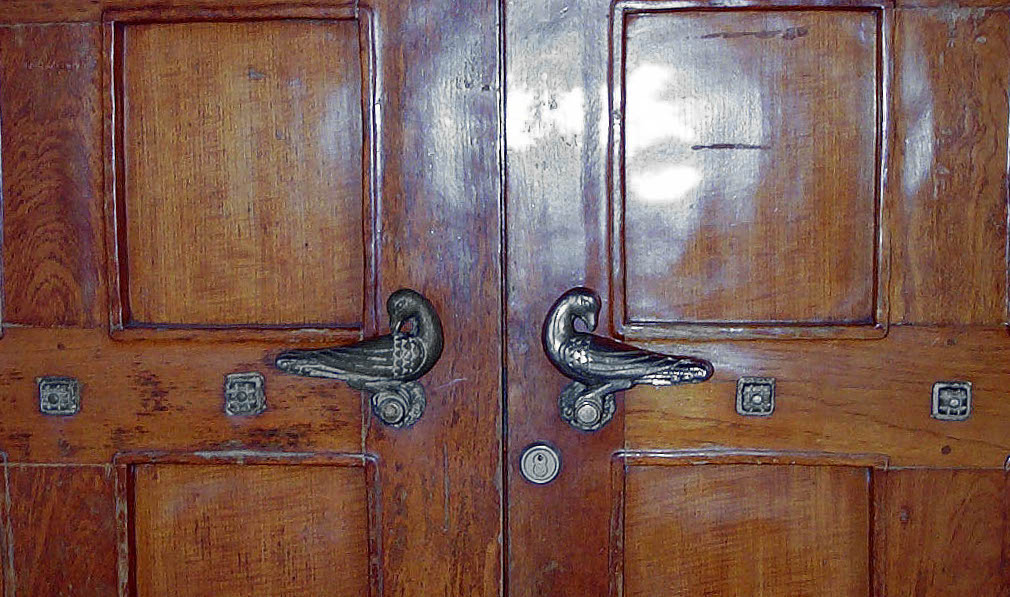
دستگیره‌هایی از جنس مونل در کلیسای جامع Bryn Athyn

در اوایل قرن ۲۰، هنگامی که از نیروی بخار به‌طور گسترده استفاده می‌شد، مونل به عنوان گزینه مطلوب برای استفاده در سیستم‌های بخار بسیار داغ مورد تبلیغ قرار گرفت. در طول جنگ‌های جهانی، ارتش آمریکا از مونل برای نشانه‌گذاری سگهای ارتش استفاده می‌کرد.
معمولاً از مونل برای ساخت سینک ظرفشویی آشپزخانه و فریم عینک استفاده می‌شود، همچنین از این آلیاژ برای نگه داشتن محفظه احتراق در دیگ‌بخار لوله‌آتشین (به انگلیسی: Fire-Tube Boiler) استفاده شده‌است.
قسمت‌هایی از ساعت Long Now؛ که قرار است تا ۱۰٬۰۰۰ سال دیگر کار کند، از جنس آلیاژ مونل ساخته شده‌است تا بدون استفاده از فلزات گرانبها از خوردگی محافظت شوند.

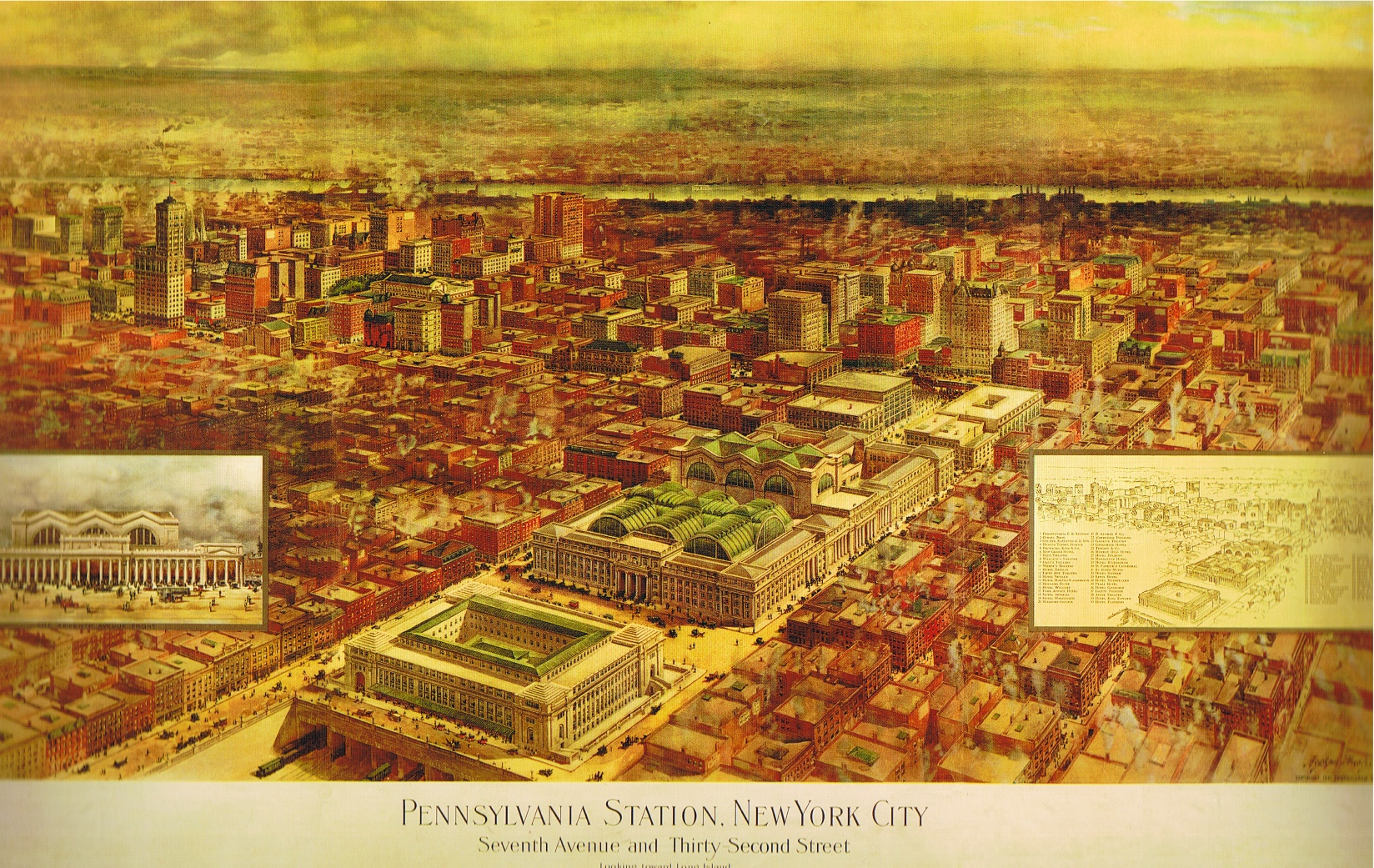
سقف سبز رنگ ایستگاه پنسیلوانیا که از مونل ساخته شده‌است

از مونل برای ساخت بیشتر قطعات داخلی کلیسای جامع Bryn Athyn واقع در پنسیلوانیا استفاده شده‌است، این قطعات شامل صفحات بزرگ تزئینی، دستگیره‌های در و غیره است. همچنین از این آلیاژ برای ساخت سقف ایستگاه پنسیلوانیا (یک ایستگاه قطار در نیویورک) استفاده شده‌است.
خودروی آکورا ان اس ایکس ۱۹۹۱–۱۹۹۶ با کلیدی از جنس مونل به مشتریان عرضه شد.
در میدان‌های نفتی از تجهیزاتی مانند مغناطیس‌سنج و قطب‌نما برای جهت‌یابی استفاده می‌شود، برای جلوگیری از ایجاد خطا در نتایج این تجهیزات توسط ابزارهای حفاری آنها را در یقه‌های غیر مغناطیسی قرار می‌دهند که امروزه به نام «یقه مونل» شناخته می‌شود چرا که مونل اولین ماده‌ای بود که به این منظور مورد استفاده قرار گرفت.
مونل توسط شرکت .Arrow Fastener Co برای منگنههای T50 ضدزنگ استفاده می‌شود.
از مونل در یخچالهای کلویناتور (به انگلیسی: Kelvinator) نیز استفاده شده‌است.
مونل در دهه ۱۹۳۰ در دستگاهی به نام Baby Alice Thumb Guard که برای جلوگیری از مکیدن انگشت شست اختراع شده بود مورد استفاده قرار گرفته‌است.

## نام‌گذاری آلیاژها
| Trade Name  | ASTM/AISI Alloy type | UNS    | %Cu   | %Al      | %Ti       | %Fe     | %Mn     | %Si     | %Ni    |
| ----------- | -------------------- | ------ | ----- | -------- | --------- | ------- | ------- | ------- | ------ |
| Monel 400   | B 127, B 164         | N04400 | ۲۸–۳۴ |          |           | 2.5 max | 2.0 max | 0.5 max | 63 min |
| Monel 401   |                      | N04401 | ۲۸–۳۴ |          |           | 2.5 max | 2.0 max |         | 63 min |
| Monel 404   |                      | N04404 | Rem   | 0.05 max |           | 0.5 max | 0.1 max | 0.1 max | ۵۲–۵۷  |
| Monel K-500 | B 865                | N05500 | ۲۷–۳۳ | ۲٫۳–۳٫۱۵ | ۰٫۳۵–۰٫۸۵ | 2.0 max | 1.5 max | 0.5 max | 63 min |
| Monel 405   | B 164                | N04405 | ۲۸–۳۴ |          |           | 2.5 max | 2.0 max | 0.5 max | 63 min |

### مونل ۴۰۰
آلیاژ ۴۰۰ در طیف وسیعی از محیط‌های اسیدی و قلیایی از استحکام و مقاومت به خوردگی بسیار بالایی برخوردار است، همچنین دارای شکل‌پذیری و هدایت حرارتی مناسبی است. مونل ۴۰۰ معمولاً در صنایع دریایی، صنایع شیمیایی و فراوری هیدروکربنها، ساخت مبدل‌های گرمایی و ساخت دریچه‌ها و پمپها کاربرد دارد.
این آلیاژ تحت پوشش استانداردهای زیر است:
BS-3075, 3076 NA 13, DTD 204B and ASTM B164
بخش عمده‌ای از آلیاژ ۴۰۰ در واحدهای آلکیلاسیون استفاده می‌شود. این آلیاژ در قسمت‌هایی که در تماس مستقیم با هیدروفلوئوریک اسید هستند به کار می‌رود.

### مونل ۴۰۱
آلیاژ ۴۰۱ برای استفاده در کاربردهای الکتریکی و الکترونیکی تخصصی طراحی شده‌است. این آلیاژ به راحتی توسط جوشکاری تنگستن گاز خنثی (در ایران بیشتر با نام اختصاری جوش آرگون شناخته می‌شود) جوش داده می‌شود. همچنین این آلیاژ برای لحیم‌کاری نیز مناسب است.
آلیاژ ۴۰۱ تحت پوشش استاندارد UNS N04401 قرار دارد.

### مونل ۴۰۴
آلیاژ ۴۰۴ در درجه اول در کاربردهای الکتریکی و الکترونیکی تخصصی استفاده می‌شود، ترکیب و نسبت عناصر داخل این آلیاژ با دقت بالایی تعیین شده تا دمای نقطه کوری پایین، نفوذپذیری کم و ویژگی لحیم‌کاری مناسبی را فراهم کند.
مونل ۴۰۴ را می‌توان با تکنیک‌های رایج جوشکاری جوش داد و جعلی کرد اما امکان اعمال کار گرم روی آن وجود ندارد. برای رسیدن به نتیجه نهایی بهتر می‌توان با استفاده از ابزار استاندارد کار سرد بر قطعه اعمال کرد.
این آلیاژ تحت پوشش استانداردهای UNS N04404 و ASTM F96 قرار دارد.

### مونل ۴۰۵
آلیاژ ۴۰۵ نسخه دیگری از آلیاژ ۴۰۰ است که برای ماشین‌کاری بهینه‌سازی شده‌است، مقادیر نیکل، کربن، منگنز، آهن، سیلیسیم و مس در این آلیاژ مشابه آلیاژ ۴۰۰ است اما مقدار گوگرد آن از حداکثر ۰٫۰۲۴٪ به ۰٫۰۲۵–۰٫۰۶۰٪ رسیده‌است. این آلیاژ عمدتاً برای تراشکاری استفاده می‌شوند و استفاده از آن‌ها در موارد دیگر توصیه نمی‌شود. گوگرد در این آلیاژ نقش براده شکن را ایفا می‌کند اما کیفیت نهایی سطح ایجاد شده مانند آلیاژ ۴۰۰ بالا نیست.
این آلیاژ تحت استانداردهای زیر قرار دارد:
UNS N04405, ASME SB-164, ASTM B-164, Federal QQ-N-281, SAE AMS 4674, Military MIL-N-894 and NACE MR-01-75

### مونل ۴۵۰
[آلیاژ]] ۴۵۰ مقاومت به خستگی خوبی از خود نشان می‌دهد و هدایت گرمایی نسبتاً بالایی دارد. از این آلیاژ برای کندانسورهای آب دریا، صفحات کندانسور، لوله‌های تقطیر، لوله‌های مبدل حرارتی و لوله‌کشی آب شور استفاده می‌شود.

### مونل 500-K
آلیاژ 500-K علاوه بر به ارث بردن مقاومت به خوردگی عالی از آلیاژ ۴۰۰ دارای استحکام و سختی بسیار بالایی است. ویژگی‌های تقویت شده این آلیاژ ناشی از افزودن آلومینیوم و تیتانیوم به دو فلز پایه نیکل و مس است که با عملیات حرارتی در شرایط کنترل شده باعث پیدایش ذرات میکروسکوپی (Ni3(Ti,Al در سراسر ماتریس می‌شود.
آلیاژ 500-K که عملیات پیرسختی روی آن انجام شده‌است دارای گرایش بیشتری به ترک خوردن در تحت تنش-خوردگی در بعضی از محیط‌ها است اما دیگر ویژگی‌های مقاومت به خوردگی آن درست مشابه آلیاژ ۴۰۰ است. این آلیاژ در برابر گاز ترش نیز از خود مقاومت نشان می‌دهد.
وجود ویژگی‌هایی از جمله مقاومت به خوردگی بالا در برابر جریان سریع آب دریا و استحکام بالا در این آلیاژ باعث شده که به گزینه مناسبی برای شفت پمپ‌های گریز از مرکز در صنایع دریایی بدل شود.
کاربردهای متداول این آلیاژ عبارتند از: پروانه‌ها و شفت پمپ، Doctor Blade و تراشنده‌ها، یقه مته چاه نفت و قطعات اکترونیکی

### مونل 405-R
آلیاژ 405-R نسخه دیگری از آلیاژ ۴۰۰ است که برای ماشین‌کاری بهینه‌سازی شده‌است. این آلیاژ نیکل و مس دارای مقدار کنترل شده‌ای از گوگرد است تا اجزا مانند براده شکن در ماشین‌کاری عمل کنند.
این آلیاژ مانند مونل ۴۰۰ دارای مقاومت خوبی در برابر آب دریا، بخارهای داغ و محلول‌های نمکی و سوزاننده از خود نشان می‌دهد. همچنین این آلیاژ نیکل دارای ویژگی‌هایی مانند قابلیت جوشکاری مناسب و استحکام بالا است. مونل 405-R یک محلول جامد است که تنها با مکانیزم‌های بر پایه کار سرد سخت می‌شود.
میزان کم خوردگی این فلز در جریان سریع آب شور، مقاومت عالی در برابر تنش-خوردگی در آب شیرین و مقاومت آن در برابر اکثر مواد خورنده استفاده گسترده از آن را در صنایع دریایی توجیه می‌کند.

### مونل ۵۰۲
آلیاژ ۵۰۲ مقاومت خوبی در برابر خزش و اکسیداسیون از خود نشان می‌دهد. امکان ایجاد اشکال متفاوت با این آلیاژ وجود دارد و قابلیت ماشین‌کاری آن همانند فولادهای آستنیتی است.
شماره این آلیاژ در UNS برابر است با N05502